# Kellerhaus (Kronach)
Kellerhaus ist ein Wohnplatz der Kreisstadt Kronach im Landkreis Kronach (Oberfranken, Bayern).

## Geographie
Die einstige Einöde ist Haus Nr. 76 und 76a der Ortsstraße Geiersgraben des Gemeindeteils Gehülz.

## Geschichte
Kellerhaus wurde 1881 erstmals namentlich erwähnt. Es wurde auf dem Gemeindegebiet von Gehülz gegründet. Am 1. Mai 1978 wurde Kellerhaus im Zuge der Gebietsreform in Bayern in Kronach eingegliedert.

## Einwohnerentwicklung
| Jahr      | 001950 | 001961 | 001970 |
| Einwohner | 15     | 20     | 9      |
| Häuser    | 1      | 3      |        |
| Quelle    | [ 4 ]  | [ 5 ]  | [ 6 ]  |

## Religion
Der Ort ist römisch-katholisch geprägt und war ursprünglich nach St. Johannes der Täufer (Kronach) gepfarrt. Seit der Gründung der Pfarrei St. Bonifatius (Gehülz) in der ersten Hälfte des 20. Jahrhunderts sind die Katholiken dorthin gepfarrt.

## Weblink
- Kellerhaus in der Ortsdatenbank des bavarikon, abgerufen am 20. August 2021.